# Swakopmundski muzej
 Swakopmundski muzej (redko Muzej Swakopmund) je zgodovinski muzej v Swakopmundu v Namibiji. Je v zasebni lasti in je največji tovrstni muzej v državi.

## Zgodovina
Muzej je leta 1951 ustanovil zobozdravnik Alfons Weber po zmagi na tekmovanju. Bil je večkrat prenovljen in razširjen.
Nekdanji častnik nemških kolonialnih sil (Schutztruppen) je podaril prvi afriški spominek in fotografije. Poleg tega so bile zbrane različne regionalne stare fotografije, revije, knjige, uniforme in orožje. Webru je veliko prijateljev podarilo staro orožje in druge spominke iz nemškega kolonialnega obdobja.
V letih po odprtju se je zbirka širila. Namenjena je bila odraslim, ponujala je vizualne pripomočke za šole in literaturo, predavanja, posebne dogodke in priložnosti za usposabljanje. Tudi danes je cilj muzeja obveščanje in je kulturno središče.

## Muzejska zgradba
Na pomolu pod swakopmundskim svetilnikom je dal mestni svet Swakopmunda na voljo parcelo propadle nekdanje cesarske carinarnice. Prva zgradba se je imenovala "kulturni center", v bližini je bil muzej, splošna knjižnica in čitalnica sta bili odprti 5. marca 1960. Muzej je danes zgradba s številnimi dodatki, glavna je narodna knjižnica, ki je bila zgrajena na zasebnem zemljišču leta 1977. V bližini je tudi zgodovinska zgradba železniške postaje Otavi.
Namibijska pivovarna je leta 2007 podarila muzeju zgodovinsko delavnico nekdanje pivovarne Hansa, ki je postala središče nove muzejske kavarne s pogledom na Atlantski ocean.

## Razstava
Poudarek je na zgodovini in naravi namibijskih obalnih regij in lokalni zgodovini mesta Swakopmund.
Posebno zanimivi sta izvirna Adlerjeva lekarna in obsežna razstava o etničnih skupinah v Namibiji, originalen vagon z voli, različni eksponati o zgodovinskih dogodkih v Namibiji in obsežna zbirka namibijskih žuželk.